# José Luis Guggeri
José Luis Guggeri Olearraga ist ein uruguayischer Politiker.
Guggeri, der der Partido Nacional und dort dem Sublema Banderas Blancas angehört, saß in der 44. Legislaturperiode als stellvertretender Abgeordneter für das Departamento Salto vom 5. bis zum 20. November 1996 in der Cámara de Representantes.